# Oussama Khennoussi
Oussama Khennoussi (né le 28 décembre 1999) est un athlète algérien. Il détient le record national  de lancer du disque.

## Jeunesse
Originaire de la Wilaya de Chlef dans le nord-ouest de l'algérie, il était initialement un joueur de volley-ball avant de passer au lancer de disque.

## Carrière
En juin 2022, il s'est classé septième aux Championnats d'Afrique. Khennoussi est devenu champion national algérien dans le lancer disque pour la première fois le 31 juillet 2022 à Dély Ibrahim. Il est médaillé de bronze aux Jeux de la solidarité islamique à Konya en août 2022 avec un nouveau record d'Algérie à 60,59 m,.
En juin 2023, il améliore son record avec un lancer à 61,78 m à Veszprém, en Hongrie.
En juillet, il est médaillé de bronze aux Jeux arabes à Bir El Djir. Il conserve son titre de champion national à Alger. 
En août, il obtient la médaille de bronze lors des Universiades de Chengdu, avec un lancer de 61,33 m.
En 2024, Khennoussi est médaillé d'argent aux Jeux africains à Accra avec un lancer à 59,97 m.
En juin, il devient champion d'Afrique en devançant le Sud-africain Victor Hogan et le Namibien Ryan Williams. Il porte le record national à 63,90 m.

## Palmarès
| Date | Compétition                     | Lieu         | Résultat | Épreuve          | Marque  |
| ---- | ------------------------------- | ------------ | -------- | ---------------- | ------- |
| 2022 | Championnats d'Afrique          | Saint-Pierre | 7e       | Lancer de disque | 47,58 m |
| 2022 | Jeux de la solidarité islamique | Konya        | 3e       | Lancer de disque | 60,59 m |
| 2023 | Jeux panarabes                  | Oran         | 3e       | Lancer de disque | 58,25 m |
| 2023 | Universiade                     | Chengdu      | 3e       | Lancer de disque | 61,33 m |
| 2024 | Jeux africains                  | Accra        | 2e       | Lancer de disque | 59,97 m |
| 2024 | Championnats d'Afrique          | Douala       | 1er      | Lancer de disque | 63,90 m |

## Records
| Épreuve          | Performance | Lieu   | Date         |
| ---------------- | ----------- | ------ | ------------ |
| Lancer du disque | 63,90 m     | Douala | 23 juin 2024 |

## Voir Aussi

### Articles Connexes
- Larbi Bourrada